# 행마 (바둑)
행마는 한국식 바둑 용어로, 기존의 바둑돌에서 새롭게 두어지는 수의 모양이다.